# Вормзер, Андре
Андре Альфонс Туссен Вормзер или Вормсер (фр. André Alphonse Toussaint Wormser; 1 ноября 1851, Париж — 4 ноября 1926, Париж) — французский композитор.
Родился в чрезвычайно состоятельной еврейской семье. Окончил Парижскую консерваторию (1872) по классу фортепиано, ученик Антуана Мармонтеля, занимался также теорией и композицией у Франсуа Базена. В 1875 году был удостоен Римской премии за кантату «Клитемнестра», после чего провёл два года в Риме; к этому времени относится его портрет, написанный другим лауреатом премии, Альбером Бенаром.
Наибольшей известностью из сочинений Вормзера пользовалась пантомима «Блудный сын» (фр. L'Enfant prodigue; 1890), обошедшая многие сцены Европы и мира: среди прочего в 1893 году она была поставлена, а в 1916 году возобновлена в Нью-Йорке, а французский период в жизни и творчества Мануэля де Фальи начался в 1907 году с контракта на дирижирование в гастрольной балетной труппе, представлявшей «Блудного сына» во французской провинции. Вормзеру принадлежат оперы «Адель из Понтьё» (фр. Adèle de Ponthieu; 1887, на сюжет из средневековой французской истории) и «Риволи» (1896), балет «Звезда» (фр. L'Étoile; 1897, Парижская опера, хореограф Жозеф Хансен). Кроме того, Вормзер сочинил симфонические поэмы «Луперкалии» и «Диана и Эндимион», Цыганскую сюиту для оркестра, множество камерных пьес и песен.
Кавалер Ордена Почётного легиона (1900).